# 老川村
老川村（おいかわむら）は、千葉県夷隅郡にあった村。
1954年10月5日に西畑村、総元村、上瀑村、旧・大多喜町と合併し大多喜町が誕生したため消滅した。

## 地理
- 現・大多喜町の西部に位置する。
- 村は養老川の上流域・水源に位置し、養老渓谷・粟又の滝などがある。
- 房総丘陵に位置し、村域のほとんどは山がちな地形である。

## 歴史
村名は養老川の水源に位置することに由来する。

### 沿革
- 1889年（明治22年）4月1日 - 町村制施行に伴い大田代村、筒森村、面白村、小沢又村、粟又村、小田代村、葛藤村が合併して夷隅郡老川村が誕生する。
- 1889年 - 老川小学校が新設される。
- 1954年（昭和29年）10月5日 - 老川村は旧・大多喜町、西畑村、総元村、上瀑村とともに合併し大多喜町が発足。老川村は消滅。

変遷表
| 1868年 以前 | 1868年 以前 | 明治22年 4月1日 | 昭和29年 10月5日 | 現在     |
| ----------- | ----------- | --------------- | ---------------- | -------- |
|             | 葛藤村      | 老川村          | 大多喜町         | 大多喜町 |
|             | 小田代村    | 老川村          | 大多喜町         | 大多喜町 |
|             | 筒森村      | 老川村          | 大多喜町         | 大多喜町 |
|             | 大田代村    | 老川村          | 大多喜町         | 大多喜町 |
|             | 面白村      | 老川村          | 大多喜町         | 大多喜町 |
|             | 小沢又村    | 老川村          | 大多喜町         | 大多喜町 |
|             | 粟又村      | 老川村          | 大多喜町         | 大多喜町 |

## 人口・世帯

### 人口
総数 [単位： 人]
| 1891年（明治24年） | 1,973 |
| 1917年（大正 6年） | 2,459 |
| 1954年（昭和29年） | 2,582 |

### 世帯
総数 [単位： 世帯]
| 1954年（昭和29年） | 474 |

## 行政
在職者名、議会議員数は1954年10月5日当時のもの。
- 村長 : 山口恒次
- 助役 : 水野伝一
- 収入役 : 田中三郎ェ門
- 議会議員数 : 16名